# Allan Bengtsson
Allan August Bengtsson (* 30. Juni 1889 in Karlskrona; † 7. Mai 1955 ebenda) war ein schwedischer Hochspringer.

## Karriere
Bengtsson nahm 1908 an den Olympischen Spielen in London teil. Dort scheiterte er im Standhochsprung an der für die Finalqualifikation notwendigen Höhe von 1,50 m und erreichte mit gesprungenen 1,40 m den geteilten Rang 14.